# ASPLinux
ASPLinux was een Linuxdistributie van het gelijknamige bedrijf in Rusland. ASP was gebaseerd op Fedora en bijgevolg dus compatibel met Red Hat Linux. Speerpunten waren de ondersteuning van cyrillische tekens en het ondersteunen van bedrijven die overstappen op Linux. ASPLinux richtte zich op de desktop- en servermarkt. Er kon gekozen worden tussen de desktopomgevingen Fluxbox, GNOME, KDE en Xfce.

## Versies
Van 2001 tot en met 2008 zijn volgende versies uitgebracht:
- ASPLinux 7.0 (22 maart 2001)
- ASPLinux 1.7 MRIA (16 april 2001)
- Baikal ASPLinux 7.2 (05 december 2001)
- Vostok ASPLinux 3.7 (15 augustus 2002)
- ASPLinux 9 Ural (12 mei 2003)
- Siberië ASPLinux 9.2 (25 februari 2004)
- ASPLinux 10 Karelië (23 december 2004)
- Seliger ASP Linux 11 (6 maart 2006)
- ASPLinux 11.2 Ladoga (9 november 2006)
- ASPLinux 12 Carbon (26 november 2007)
- ASPLinux 12.1 (1 december 2007)[1]
- ASPLinux 14 Cobalt (11 december 2008)